# Petnjica, Šavnik
Petnjica är en by tillhörande kommunen Šavnik i nordvästra Montenegro.

## Kända personer från Petnjica
- Radovan Karadžić – krigsförbrytare och före detta president